# Güsten
 (août 2024).
Si vous disposez d'ouvrages ou d'articles de référence ou si vous connaissez des sites web de qualité traitant du thème abordé ici, merci de compléter l'article en donnant les références utiles à sa vérifiabilité et en les liant à la section « Notes et références ».
Güsten est une commune de Saxe-Anhalt, en Allemagne qui en 1719 après une guerre limitée fut donnée à son frère cadet Louis-Auguste par le prince souverain Léopold d'Anhalt-Köthen.

## Personnalités liées à la ville
- Jeanne-Wilhelmine d'Anhalt-Köthen (1728-1786), princesse née à Warmsdorf.